# Spanischer Herbst-Krokus
Der Spanische Herbst-Krokus (Crocus serotinus) ist eine Pflanzenart aus der Gattung der Krokusse (Crocus).

## Merkmale
Der Spanische Herbst-Krokus ist ein herbst-frühjahrsgrüner, ausdauernder Knollen-Geophyt, der unterirdische Ausläufer ausbildet und Wuchshöhen von 8 bis vermutlich 15 Zentimeter erreicht. Es sind 3 bis 7 Blätter vorhanden. Die Hochblätter sind grün. Die Blüten duften nicht. Der Schlund ist meist flaumhaarig und weiß oder blassgelb. Die Perigonzipfel sind blasslila bis tieflila gefärbt und oft dunkler geadert. Es sind 6 oder mehr Griffeläste vorhanden.
Die Blütezeit reicht von September bis Oktober.

## Vorkommen
Der Spanische Herbst-Krokus kommt in Spanien, Portugal und Nordwest-Afrika vor.

## Systematik
Die Art umfasst 3 Unterarten:

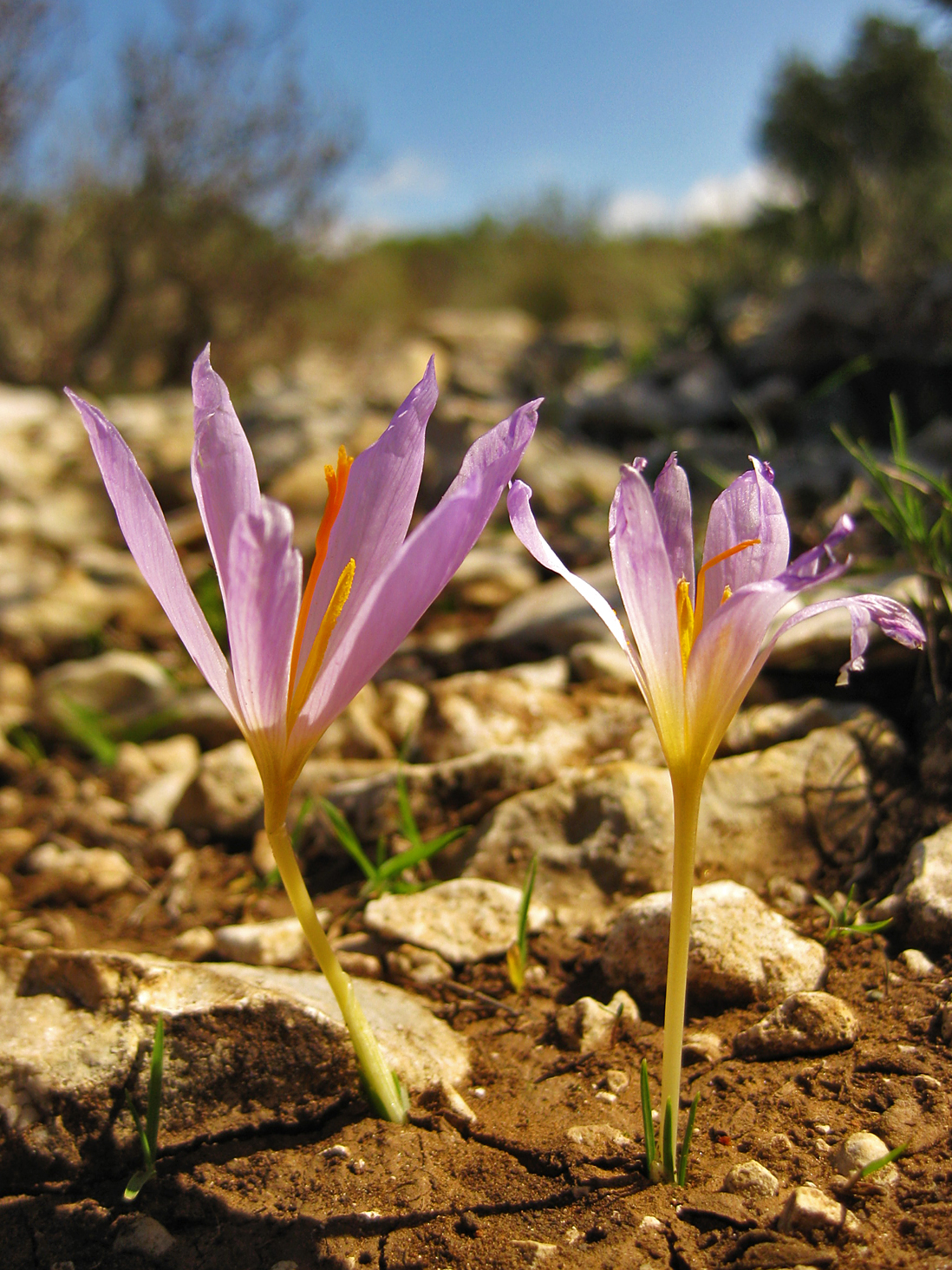
Crocus serotinus subsp. salzmannii

- Crocus serotinus subsp. serotinus: Die Knollenhülle ist grob netzfaserig. Es sind 3 oder 4 Blätter vorhanden, die zur Blütezeit bereits entwickelt sind. Die Staubbeutel sind 8 bis 12 Millimeter lang. Diese Unterart kommt in Süd- und Mittel-Portugal vor.
- Crocus serotinus subsp. clusii (J.Gay) B.Mathew: Die Knollenhülle ist fein seidig netzfaserig. Es sind 4 bis 7 Blätter vorhanden, die gegen Ende der Blütezeit entwickelt sind. Die Perigonzipfel messen 25 bis 38 × 8 bis 13 Millimeter. Diese Unterart kommt in Portugal und West-Spanien in lockeren Kiefernwäldern und Gebüschen in Höhenlagen von 100 bis 900 Meter vor. Die Chromosomenzahl beträgt 2n = 22.[1]

- Crocus serotinus subsp. salzmannii (J.Gay) B.Mathew: Die Knollenhülle ist häutig-parallelfaserig. Es sind 5 bis 7 (selten 4) Blätter vorhanden, die zur Blütezeit entwickelt sind oder fehlen. Die Blüten sind groß. Die Perigonzipfel messen 35 bis 55 (selten ab 25) × 7 bis 18 Millimeter. Manchmal werden Ausläufer gebildet. Diese Unterart kommt in Süd-, Zentral- und Nord-Spanien sowie in Marokko im Bereich von Tanger und des Gebirgszuges Rif in Höhenlagen von 300 bis 2350 (selten ab 100) Meter vor.

## Nutzung
Der Spanische Herbst-Krokus wird zerstreut als Zierpflanze für Rasen, Rabatten und Steingärten genutzt. Die Art ist seit spätestens 1843 in Kultur.